# 廣瀬慧
廣瀬 慧（ひろせ けい、1995年11月20日 - ）は、日本のサッカー選手。ポジションはMF。

## クラブ歴
前橋育英高等学校から専修大学に進学。
2016年にオーバーリーガ・ニーダーラインのVfRフィシェルンに加入。その後、同リーグのFCクライ、TVヤーン・ヒエスフェルトに所属した。
2018年にマルタ・プレミアリーグのリーヤ・アスレチックFCに移籍。同年モスタFCに移籍した。
2019年に、インドネシア・リーガ1のペルセラ・ラモンガンに加入。
2020年1月8日、マレーシアのジョホール・ダルル・タクジムII FCに加入。
2021年12月21日、ボルネオFCサマリンダに加入し、インドネシア・リーガ1に復帰。